# Stazione di Lumignacco
Stazione di Lumignacco vasútállomás Olaszországban, Pavia di Udine településen.

## Vasútvonalak
Az állomást az alábbi vasútvonalak érintik:
- Udine-Cervignano-vasútvonal

## Kapcsolódó állomások
A vasútállomáshoz az alábbi állomások vannak a legközelebb:
- Stazione di Udine
- Stazione di Risano